# 里芒杜勒河畔费利讷
里芒杜勒河畔费利讷（法語：Félines-sur-Rimandoule，法語發音：[felin syʁ ʁimɑ̃dul]）是法国德龙省的一个市镇，属于迪镇区。

## 地理
里芒杜勒河畔费利讷（44°35'2"N, 5°3'9"E）面积8.46 平方千米，位于法国奥弗涅-罗讷-阿尔卑斯大区德龙省，该省份为法国东南部内陆省份，北起顺时针与伊泽尔省、上阿尔卑斯省、上普罗旺斯阿尔卑斯省、沃克吕兹省和阿尔代什省接壤。
与里芒杜勒河畔费利讷接壤的市镇（或旧市镇、城区）包括：迪约勒菲、鲁比永河畔弗朗西永、勒波厄塞拉尔、蓬德巴雷、罗什博丹、苏瓦扬、特吕纳斯。

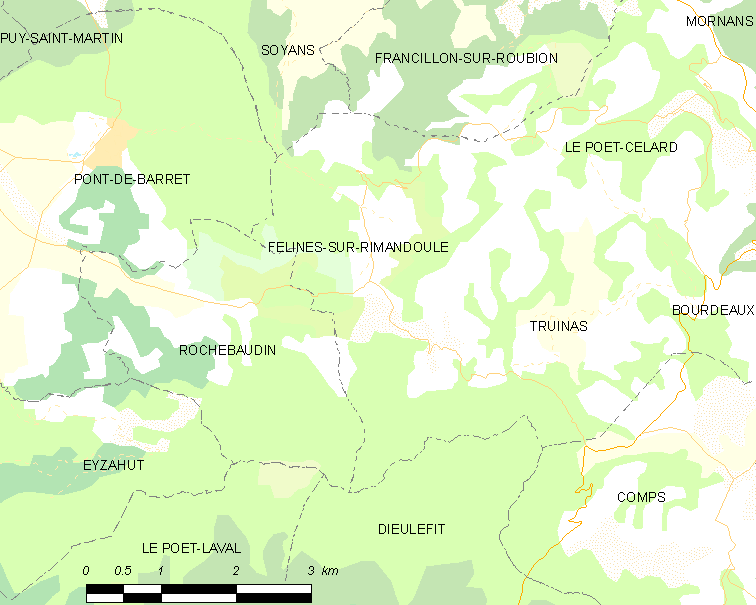
里芒杜勒河畔费利讷的OSM定位图

里芒杜勒河畔费利讷的时区为UTC+01:00、UTC+02:00（夏令时）。

## 行政
里芒杜勒河畔费利讷的邮政编码为26160，INSEE市镇编码为26134。

## 政治
里芒杜勒河畔费利讷所属的省级选区为迪约勒菲县。

## 人口

1962-2008年间里芒杜勒河畔费利讷人口变化图示

里芒杜勒河畔费利讷于2022年1月1日时的人口数量为84人。